# Collse Bos
Het Collse Bos (ook: Collse Bus) is een natuurgebiedje dat zich ten oosten van de Urkhovense Zeggen bevindt, op het grondgebied van de gemeente Nuenen, Gerwen en Nederwetten nabij de buurtschap Coll.
Het is een oud hakhoutbos dat toebehoorde aan de nabijgelegen Collse Hoeve. Vanwege de vochtige bodem werden eiken, elzen, populieren en beuken op rabatten geplant. Tijdens de Tweede Wereldoorlog werden door de plaatselijke boeren in dit bos de paarden verstopt om te voorkomen dat deze door de bezetter zouden worden gevorderd. Na deze oorlog stopte het hakhoutbeheer en kwamen de bomen tot wasdom.
Het bos kent een goed ontwikkelde struiklaag en, gezien de relatief rijke bodem, is er ook een interessante ondergroei met onder meer dalkruid, hengel, en salomonszegel. Bijzonder voor de streek is de aanwezigheid van witte klaverzuring.
Er is tevens een rijke paddenstoelenflora en daarnaast gebruiken veel vogels en het ree dit bos als toevluchtsoord.
Het gebied, dat eigendom is van Staatsbosbeheer, is vrij toegankelijk op wegen en paden.